# John
John är ett mansnamn med engelskt ursprung, och är en kortform av Johannes, som är en grekisk ombildning av det hebreiska namnet Jochanan, vilket betyder 'Gud har förbarmat sig'.
Äldsta belägget i Sverige är från år 1729.
John är ett av de 30 vanligaste förnamnen både i äldre generationer och bland de yngsta. Som tilltalsnamn har John legat runt plats 70 de senaste åren. Den 31 december 2005 fanns det totalt 66 752 personer i Sverige med namnet, varav 26 964 med det som tilltalsnamn. År 2003 fick 873 pojkar namnet, varav 136 fick det som tilltalsnamn. De flesta föddes i Skåne.
Namnsdag: i Sverige 3 maj (1986–1992: 9 maj). I den finlandssvenska namnsdagslängden har John namnsdag 24 juni sedan 1950.

## Personer med namnet John
| - John Adams, amerikansk statsman, president 1797–1801 - John Quincy Adams, amerikansk politiker, president 1825–1829 - John Albrechtsson, svensk seglare, OS-guld 1976 - John Ausonius, lasermannen - John Barbirolli, brittisk dirigent - John Logie Baird, brittisk uppfinnare - John Barnes, engelsk fotbollsspelare - John Bauer, svensk konstnär - John Belushi, amerikansk skådespelare - John-Erik Blomqvist, svensk stavhoppare, förste svensk över 5 meter - John Bonham, brittisk musiker - John Wilkes Booth, amerikansk mördare - John Bouvin, svensk politiker - John Cabot, italiensk upptäcktsresande - John Cena, amerikansk skådespelare, hiphopmusiker och fribrottare - John Cusack, amerikansk skådespelare - John Cleese, brittisk skådespelare - John Maxwell Coetzee, sydafrikansk författare, nobelpristagare 2003 - John Deacon, brittisk låtskrivare och musiker - John Dean, amerikansk jurist - John Deere, amerikansk smed och företagsgrundare - John Denver amerikansk musiker - John Eke, svensk löpare, OS-guld 1912 - John Elfström, svensk skådespelare - John Ericsson, svensk-amerikansk uppfinnare - John Ericsson i Kinna, svensk politiker (S), statsråd - John Axel Eriksson, svensk skådespelare - John Farnham, australiensisk musiker - John Fogerty, amerikansk musiker - John Franklin, brittisk amiral och polarforskare - John French, brittisk fältmarskalk - John Frusciante, amerikansk musiker känd från Red Hot Chili Peppers - John Galsworthy, brittisk författare, nobelpristagare 1932 - John Gardner, brittisk författare - John Glen, amerikansk astronaut - John Gowans, Frälsningsarméns 16:e general - John Grimes, irländsk sångare, medlem i Jedward - John Grisham, amerikansk författare - John Guidetti, svensk fotbollsspelare - John Harryson svensk skådespelare - John Hatting, dansk popsångare och kompositör - John C Heenan, amerikansk boxare - John Holmes, amerikansk porrskådespelare - John Howard, australisk politiker, premiärminister 1996–2007 | - John Irving, amerikansk författare - John Keats, brittisk poet - John F. Kennedy, amerikansk politiker, president 1961–1963 - John Kerry, amerikansk politiker, utrikesminister 2013–2017 - John Landquist, svensk litteraturkritiker, professor - John Larsson, Frälsningsarméns 17:e general - John Legend, amerikansk musiker - John Lennon, brittisk sångare, musiker och kompositör - John Ljunggren, svensk gångare, OS-guld 1948, OS-silver 1960, OS-brons 1956 - John Locke, brittisk filosof - John Lundvik, svensk artist - John Lydon, brittisk musiker - John Madigan, amerikansk-svensk cirkusdirektör - John Major, brittisk politiker, premiärminister 1990–1997 - John McCain, amerikansk politiker - John Mikaelsson, svensk gångare, OS-guld 1948 och 1952 - John Stuart Mill, brittisk politisk filosof - John Purroy Mitchel, amerikansk politiker och militär, New Yorks borgmästare 1914–1917 - John N. Mitchell, amerikansk jurist och politiker, justitieminister 1969–1972 - John Raleigh Mott, amerikansk förgrundsgestalt inom World Student Christian Federation, nobelpristagare 1946 - John Napier, skotsk matematiker - John Northrop, amerikansk biokemisk, nobelpristagare 1946 - John Norum, svensk gitarrist - John Nyman, svensk brottare, OS-silver 1936 - John D. Rockefeller, amerikansk industriman, entreprenör och filantrop - John Romero, amerikansk regissör, designer, programmerare och utvecklare inom datorspelsindustrin - John Russell, 1:e earl Russell, brittisk politiker, premiärminister 1846–1852 - John Sherman, amerikansk politiker, utrikesminister 1897–1898 - John-Anders Sjögren ("Jonte"), svensk tennisspelare och tränare - John Steinbeck, amerikansk författare, nobelpristagare 1962 - John Stårck, svensk läkare - John Svanberg, svensk friidrottare, OS-silver 1906 - John Sörenson, svensk gymnast, OS-guld 1912 och 1920 - John L. Swigert, amerikansk astronaut - John Thomas, amerikansk friidrottare - John Travolta, amerikansk skådespelare - John Tyler, amerikansk politiker, president 1841–1845 - John Utaka, nigeriansk fotbollsspelare - John H. Watson, Sherlock Holmes levnadstecknare, följeslagare och kollega - John Wayne, amerikansk skådespelare - John E. Weinerhall, svensk politiker (M) - John Williams, amerikansk filmmusikkompositör - John W. Young, amerikansk astronaut |

## Fiktiva figurer med namnet John
- John Blund
- John Locke, Lost
- John, Bert-serien, Åkes pappa
- John, en av vampyrerna i Frostbiten